# Glypta carolellae
Glypta carolellae är en stekelart som beskrevs av Dasch 1988. Glypta carolellae ingår i släktet Glypta och familjen brokparasitsteklar. Inga underarter finns listade i Catalogue of Life.